# Lepisanthes chrysotricha
Lepisanthes chrysotricha är en kinesträdsväxtart som först beskrevs av René Paul Raymond Capuron, och fick sitt nu gällande namn av Buerki, Callm. & Lowry. Lepisanthes chrysotricha ingår i släktet Lepisanthes och familjen kinesträdsväxter. Inga underarter finns listade i Catalogue of Life.